# 녹전초등학교 (강원)
녹전초등학교는 대한민국 강원특별자치도 영월군 산솔면 녹전리에 있는 공립 초등학교이다.

## 학교 연혁
- 1936년 10월 31일 상동공립보통학교 개교(설립인가 10월 24일)
- 1938년 4월 1일 녹전공립심상소학교로 개칭
- 1941년 4월 1일 녹전공립국민학교로 개칭
- 1948년 8월 31일 녹전국민학교 개칭
- 1962년 3월 1일 화원분교장 설립인가
- 1963년 10월 1일 송운분교장 설립인가
- 1981년 3월 1일 병설유치원 1학급 설립인가
- 1996년 3월 1일 녹전초등학교 교명 개칭
- 1998년 3월 1일 직동분교장, 송운분교장 통폐합
- 2007년 3월 1일 내리분교장 통폐합
- 2011년 3월 1일 조제분교장 통폐합
- 2017년 3월 1일 제33대 임호 교장 취임
- 2019년 1월 11일 제38회 병설 유치원 졸업식(3명, 총512명)
- 2019년 1월 11일 제81회 졸업식(5명, 총 3,070명)
- 2019년 3월 4일 2019학년도 입학식(1학년 5명) 및 시업식

## 참고 자료
- 녹전초등학교 - 한국교육학술정보원 학교알리미